# Man ist so jung, wie man sich fühlt
Man ist so jung, wie man sich fühlt ist das 44. Studioalbum des österreichischen Schlagersängers Freddy Quinn, das 1986 im Musiklabel Esperanza auf Schallplatte (Nummer 2896 807), Compact Disc (Nummer 2896 530) und Kompaktkassette (Nummer 3491 284) erschien. Das Album konnte sich nicht in den deutschen Albumcharts platzieren. Als Single wurde das gleichnamige Lied mit Ja, so ein Romeo als B-Seite veröffentlicht (Code: 883 384-7).

## Titelliste
Das Album beinhaltet folgende zwölf Titel:
- Seite 1

1. Lass die Sonne zur Tür herein
2. Da staunste wohl, Herr Pohl
3. Hamburg-City
4. Halleluja
5. Bouquet Of Roses (im Original von Eddy Arnold & his Tennessee Plowboys, 1948. Von Freddy Quinn bereits 1958 aufgenommen worden.[5])
6. Man ist so jung, wie man sich fühlt

- Seite 2

1. Nimm dir die Zeit
2. Der Mann mit der Mappe
3. Down by the Riverside (im Original ein Volkslied[6])
4. Danke
5. Zu schön, um wahr zu sein